# Autographa russea
Autographa russea är en fjärilsart som beskrevs av Edwards 1886. Autographa russea ingår i släktet Autographa och familjen nattflyn. Inga underarter finns listade i Catalogue of Life.